# Jeux de la Caraïbe
Les Jeux de la Caraïbe (Caribbean Games en anglais) sont un événement multi-sport, regroupant des sept disciplines, ouvert aux nations des Caraïbes. Ils sont organisés par l'Association des Comités Nationaux Olympiques de la Caraïbe (CANOC) qui compte 30 membres.

## Historique
Le concept de Jeux de la Caraïbe a été émergé en 1999 avec une proposition du gouvernement de Trinité-et-Tobago soumise à la CARICOM pour imaginer un espace de compétition régionale réservé aux petites nations de la Caraïbe.
La proposition fut rejetée mais réapparait assez vite en 2003 à la suite de la constitution de l'association caribéenne des comités nationaux olympiques (CANOC). Si l'esprit était plutôt de seulement réunir les nations anglophones, elle a été étendu pour inclure les îles néerlandaises ainsi que la République dominicaine, Porto Rico, Haïti et Cuba. Dès le début, le nombre de sports devaient être restreint, avec une fourchette établie entre cinq et sept.
Le Comité olympique de Trinité-et-Tobago (TTOC) souhaitait poser une option pour accueillir la première édition en 2009, et Cuba éventuellement la seconde. Le coût fut cependant un frein à la concrétisation des jeux. Lors de la XIVe assemblée générale de la CANOC qui s'est tenue le 30 octobre 2016 au Karibea Hôtel Resort du Gosier, les nations réfléchissent à la tenue des premiers jeux.
En janvier 2020, les premiers Jeux de la Caraïbe sont finalement attribués à la Guadeloupe pour une organisation fin juin 2021,. Malgré le report des Jeux olympiques de Tokyo de 2020 à 2021, le comité a décidé de maintenir l'édition en 2021 mais, faisant face la crise économique du COVID-19, les coûts sont revus à la baisse en passant de 2,5 M d'€ à 1,5M d'€ avec la suppression par exemple des cérémonies d'ouverture et de clôture. L'édition prévue du 30 juin au 4 juillet 2021 est finalement reportée en 2022.

## Éditions
| Éditions | Dates                    | Villes hôtes | Région / Pays       |
| -------- | ------------------------ | ------------ | ------------------- |
| I        | 30/06/2022 au 04/07/2022 | Les Abymes   | Guadeloupe / France |
| II       |                          | Nassau       | Bahamas             |

## Sports
Sports officiels
- Athlétisme
- Basket-ball 3×3
- Cyclisme sur route
- Futsal (tournoi masculin)
- Judo
- Natation (y compris en eau libre)
- Netball (tournoi féminin)